# Teorie konfliktů
Teorie konfliktu jsou rozmanité sociologické a sociálně-psychologické teorie, které se snaží porozumět společnosti zkoumáním konfliktů, jež v ní působí. Vycházejí z předpokladu, že společnost je nějak strukturována, a tedy také rozdělena, a že v ní existují nerovnosti. Zabývá se otázkami zájmů jednotlivých skupin a jejich střetů, nerovnosti a společenské moci (panství či vlády), stupni násilí při řešení konfliktů případně i možností ukončování konfliktů. Určité skupiny mají ze stávajícího společenského uspořádání větší prospěch než jiné. Teorie založené na konfliktu ve společnosti zkoumají napětí a vztahy mezi vládnoucími (dominantními) a ovládanými (znevýhodněnými) skupinami ve společnosti. Zkoumají úlohu institucí a organizací, fungování společenských sil a mechanismů a vztahy řízení či kontroly. Tyto skupiny však nemusí být chápány pouze jako společenské třídy, může se jednat i o skupiny rasové, názorové a náboženské či o politické frakce.
Teorie konfliktu se pokládá za jednu z reakcí na strukturální funkcionalismus, oproti kterému se vyznačuje nadvládou určitých sociálních skupin nad ostatními. Sociální změny považuje za náhlé zvraty, kdy ovládané skupiny svrhnou vládnoucí skupinu, a nikoliv za samovolný přirozený proces. Kritici strukturálního funkcionalismu tvrdili, že je příliš konzervativní, málo flexibilní, nedaří se mu adekvátně řešit sociální konflikty, protože se zabývá pouze statickými faktory ovládající společnost. Tyto výhrady daly za vznik teorii konfliktu. 
Sociální konflikt může mít různé podoby a různé cíle, například materiální zdroje a bohatství, společenské postavení či moc (vládu), Z hlediska míry násilí lze rozlišovat nepřátelství (antagonismus), soupeření a soutěž s pravidly (konkurence). Pro regulované konkurenční prostředí je charakteristický nenásilný konflikt, jehož projevy jsou regulovány pravidly, která společnost uznává. Trhy zahrnují konkurenci regulovanou i neregulovanou. Jiné konflikty mohou být násilné, kde žádná pravidla neplatí, jen síla, prostředky a odhodlanost, ironicky zvané "právo silnějšího".

## Historie
Z historie, zejména z historie Evropy, známe proměny různých aspektů konfliktu - předmětu, konfliktních skupin, míry násilí atd. V různých etapách vývoje řešily evropské společností jako své nejdůležitější problémy odlišné předměty konfliktů. Tato skutečnost se odráží i v teoriích konfliktů autorů, kteří psali o konfliktu v různých etapách společenského vývoje.
Teorii konfliktů inspirovala dialektika německého filosofa Georga W. F. Hegela. Duchovní vývoj lidstva probíhá podle něho jako konflikt teze a antiteze, který je překonán syntézou, jež se tak stává novou tezí. Toto spekulativní schéma Hegel ilustroval slavným příkladem konfliktu mezi pánem a rabem (otrokem) ve svém raném díle Fenomenologie ducha (1807). Pán se stává pánem tím, že svému protivníkovi neustoupí, kdežto otrokem se stává ten, který se bojí nebezpečí a smrti (teze). Otrok svému pánovi sice slouží, ten se ovšem stává na něm závislým (antiteze) a nakonec (syntéza) otrok zvítězí.
Za zakladatele teorie společnosti jako konfliktu se pokládá německý publicista a filosof Karl Marx, který už v Komunistickém manifestu (1848) Hegelovo schéma podle vlastních slov „postavil z hlavy na nohy“. Vzal za základ ekonomistický výklad lidských dějin, jimiž se táhne konflikt mezi pánem a otrokem, cechovním moistrem a tovaryšem, kapitalistou a dělníkem. Od starověku jsou tak evropské společnosti rozděleny na dvě hlavní a antagonistické (nepřátelské) společenské třídy, z nichž jedna vlastní výrobní prostředky (půdu, stroje, zařízení), kdežto druhá se musí živit prací na jeho majetku. Rozdíl mezi výrobními náklady (cena surovin a mzda dělníka) a příjmem kapitalisty z prodeje výrobků čili „nadhodnota“ tvoří bezpracný zisk kapitalisty, čímž je dělník vykořisťován. Když se tomu začne bránit, vzniká třídní boj, který vede k revoluci a k vítězství dělníků, jež tento tisíciletý konflikt definitivně zruší.
V 19. a ve 20. století se sociologičtí teoretici zabývali teorií konfliktu ve společnosti, ovšem na širším základě než Marx. Pochopili, že „výrobní vztahy“ jsou rozhodující až v Evropě 19. století, kdežto dříve a v jiných částech světa se základní konflikty týkaly jiných témat. Ostatně i vývoj v Evropě ukázal, že například vztahy náboženské nebo národní mohou být i zde důležitější než solidarita společenských tříd.
Německý sociolog Georg Simmel patřil k menšinovému proudu, který se zajímal o fungování sociálního života, nikoli o to, co je jeho předmětem. Nahlížel na konflikt z hlediska forem interakce, které popsal ve svém eseji Význam množství v sociálním světě. Hlavní rozdíl tkví podle Simmelových úvah v tom, zda se konflikt děje mezi dvěma či třemi účastníky, popř. skupinou. Konflikt dvou účastníků zaniká, když jej jeden účastník přeruší, když z něho zmizí. Při třech účastnících se často stává, že mezi dvěma z účastníků vzniknou intenzivnější vztahy a kooperace jako aliance ve společném zájmu proti osamocenému třetímu.
Jako ilustrace může sloužit manželství s jedním dítětem, které má v jistém věku sklon silně se sblížit s rodičem opačného pohlaví, kdežto rodiče stejného pohlaví chápe jako soupeře (viz oidipovský či Elektřin komplex). Skupinový konflikt Simmel popisoval nejčastěji na konfliktu tří stran. Situace je zde podobná – také vztah tří subjektů totiž může vytvářet nevyrovnané situace, tzv. "přesilové hry". Dvoučlenné koalice se však mohou postupem času rozrušit či změnit, díky novým výsledkům a skutečnostem. Menšinová třetí strana může postupovat strategicky a snažit se např. rozbíjet vztahy dvoučlenné koalice. Rozbitím staré koalice potom vznikají koalice nové, které generují nové výsledky a skutečnosti. Do konfliktů mezi koalicemi může zasáhnout nezávislá strana, mediátor, který bude fungovat jako rozhodčí nebo prostředník. Simmel tuto skutečnost ilustroval např. v mezinárodním právu a přípravě mírových smluv.
Mezi další sociology, kteří rozvíjeli teorii konfliktu, patří L. Coser, R. Dahrendorf, Shmuel Eisenstadt, D. Lockwood, Kenneth E. Boulding, Ch. W. Mills a I. Wallerstein.

### 21. století
Kapitalistická společnost se vyvinula do společnosti postkapitalistické a změnami ve společnosti se změnila i role konfliktu. Snížila se násilnost a intenzita konfliktů, což lze považovat za výsledek institucionalizace vzestupné sociální mobility, a absolutní deprivace se také měnila v deprivaci relativní. Konflikty je v této době možné více regulovat. Společnosti rozhodují demokratickým způsobem, a všichni členové společnosti, účastnící se konfliktu, mají relativně stejnou šanci na získání svých cílů. Průmysl již není hlavním zdrojem obživy, nicméně lze ve společnosti stále pozorovat různé kvazi-skupiny a zájmové skupiny, což naznačuje existenci jistých tříd a třídních společností.

## Hlavní představitelé

### Karel Marx (1818–1883)
Karel Marx v Komunistickém manifestu popisuje dvě trvale nepřátelské společenské třídy, třídu vlastníků výrobních prostředků a třídu dělníků, kteří vstupují do zaměstnání za mzdu. Když si dělníci začnou uvědomovat, že jsou vykořisťováni a přitom mají stejné zájmy, začnou se organizovat, což podle Marxe vede nakonec k násilnému vzbouření proti vykořisťovatelům.
Marxistická analýza společnosti rozlišuje dvě hlavní skupiny:
- Proletariát (dělnictvo) zahrnuje všechny, kdo se živí prodejem svého času a pobírají mzdu neboli plat za práci, kterou odvedli.
- Buržoazie zahrnuje každého, jehož příjem nepochází z dělnické práce, ale z přidané hodnoty, kterou svou prací vytváří dělnictvo. Můžeme mluvit o kumulaci kapitálu. Dělník vyrobí produkt, rozdíl mezi náklady a výnosy si ovšem přisvojuje majitel továrny.[10] Třídní boj nemusí být jen násilí, stávky a protesty, ale může být také vyjádřen špatnou pracovní morálkou nebo sabotováním pracovního procesu. Ve větším měřítku může být třídní boj projevován členstvím v dělnických nebo socialistických stranách nebo sympatizováním s nimi. Na straně zaměstnavatele to může být lobbování proti zákonům, prosazovaným odbory.

Nejrůznější společenské instituce, jako je například forma státního zřízení a politický režim, jsou prostředky moci vládnoucí třídy a slouží k prosazení jejích zájmů. Marx se domníval, že moderní společnost prošla vývojem ve čtyřech historických období: společnosti prvobytně-pospolné, antické, feudální a kapitalistické. Jen prvobytně-pospolná společnost, reprezentovaná prehistorickými společnostmi, je společností beztřídní. Dále jsou již všechny společnosti stratifikovány do dvou hlavních majetkových tříd – pán a jeho otrok v otrokářské společnosti, šlechta a poddaní ve feudální společnosti, kapitalisté a dělníci ve společnosti kapitalistické.

### Max Weber (1864–1920)
Max Weber definuje moderní společenskou třídu ekonomicky. Podle něj se společnost rozvrstvuje v podmínkách tržního hospodářství, ve kterých se jedinci snaží o ekonomický prospěch. Definuje společenskou třídu jako skupinu jedinců sdílejících podobnou pozici v rámci tržní ekonomiky, to znamená podobně velký příjem případně mzdu. Ti, kteří sdílejí třídní příslušnost, sdílejí i množství životních příležitostí. Jejich ekonomická situace přímo ovlivňuje jejich šance na získání statků, které jsou v jejich společnosti považovány za žádoucí.

### Kenneth E. Boulding (1910–1993)
Bouldingova teorie konfliktu, zveřejněná v roce 1963 v knize Conflict and Defense. A General Theory, je založena na teorii her a vyjádřena či argumentačně podpořena prostředky matematiky a logiky. Teorie her vidí aktéry konfliktu jako racionálně jednající hráče orientované na zisk. Vedle peněz může být ziskem jakýkoli jiný užitek. Boulding tvrdí, že všechny konflikty mají společného jmenovatele, proto je nutné vypracovat obecnou teorii. Konflikty operují následujícím pojmovým schématem:
- Konfliktní strany: Každého konfliktu se zúčastní alespoň dvě strany – „behaviorální jednotky“. Jednotkou je například osoba, rodina, teorie, škola atd.
- Prostor chování: Pozice jednotky v systému chování je určena hodnotami , jimiž je jednotka definována. Jednotka je ovlivněna svými pozicemi v minulosti, její budoucnost je ovlivněna možnými následnými pozicemi.
- Soutěž: Na rozdíl od konfliktu není soutěž vědomým jednáním. Je to daleko širší pojem než konflikt. „Každý konflikt je totiž soutěží, avšak ne každá soutěž je konfliktem.“
- Konflikt: Soutěž, ve které si konfliktní strany uvědomují neslučitelnost možných budoucích pozic.

Obecné principy konfliktu je možno aplikovat na konflikty v ekonomické, průmyslové, mezinárodní, ideologické či etické oblasti. Do konfliktu se dostávají individua i skupiny. Skupiny zapojené do konfliktu však ihned vytvářejí organizační struktury, a tak se reálným předmětem analýz stávají konflikty mezi individui, mezi individuem a organizací nebo mezi organizacemi. Konflikt může vypuknout, jen když rozhodnutí každé ze stran významně negativně ovlivní druhou stranu. Mezi organizacemi, které se významně vzájemně neovlivňují, neprobíhá soutěž, a proto mezi nimi nemůže existovat ani konflikt. Organizace, které se vzájemně neovlivňují, nemohou být v konfliktu.
Boulding klade důraz na následnost fází konfliktu. Každý konflikt prochází životním cyklem, jímž je zrod, rozvoj a ukončení konfliktu, ke kterému dojde porážkou jedné ze stran nebo procedurálním řešením konfliktu (usmíření, kompromis nebo rozhodnutí třetí strany). Usmíření nepřátelských stran je nejméně probádaný aspekt našeho vědomí o konfliktu. Závisí na struktuře hodnot konfliktních stran. Podle Bouldinga spočívá naděje lidstva na lepší budoucnost v porozumění procesům ukončování konfliktů a v možnostech jejich řízení. 

### Lewis Coser (1913–2003)
Lewis Coser rozvíjel Simmelův pohled na konflikt a tvrdil, že konflikt je běžně funkcionalistický v plurálním komplexu společností. Zastával názor, že existují křížové konflikty, ve kterých účastník představuje spojence v jednom konfliktu, v dalším je však protivníkem pro dalšího účastníka. Komplexní společnosti vyznačující se pluralitou zájmů a konfliktů vytvářejí vyrovnávací systém, který předchází nestabilitě.

### Charles Wright Mills (1916–1962)
Charles Wright Mills se věnoval rozborům tříd a konfliktů mezi nimi. Přestože nebyl marxistou, byl proti strukturnímu funkcionalismu a imperialistické produkci. Tento pohled na svět odráží i jeho dílo.
Jeho přičiněním se rozšířil pojem „bílé límečky“, tzv. nová střední třída – zaměstnanci, kteří vykonávají duševní práci (patří sem vědci, odborníci, technokrati i manažeři) a získávají za ni větší finanční odměny a uznání než tzv. límečky modré, tedy dělníci. Z těchto bílých límečků se ovšem často stávají „veselí roboti“ – moderní lidé, kteří jsou manipulováni, ztrácejí kontrolu nad svým životem a dělají rutinní, nudnou práci a přesto jsou šťastní, což Mills pokládá za hrozné.
V rozboru tříd dále pokračoval kritikou společenské elity Spojených států 20. století (generálů, celebrit, politiků a boháčů) a jejich vlivu na celou společnost. Rozdělil jejich moc na tři základní složky: ekonomickou, politickou a vojenskou. Mocenská síla elity spočívá v tom, že jednotliví členové mezi sebou udržují osobní vztahy a mají i podobný původ, proto dochází k dohodám a změnám postů napříč jednotlivými mocenskými složkami. Elitářské působení způsobuje, že se zbytek společnosti stává pasivním, nemá politickou ani společenskou sílu a tím přichází o svou svobodu. Mills zde přichází k zásadní myšlence – pouze bohatí lidé, kteří nemusí přemýšlet o penězích, jsou svobodní. Kritiku vyvolených rozvíjel i dále v návaznosti na Studenou válku - viděl v nejvyšších příčkách společnosti příčinu potenciální Třetí světové války, tentokrát nukleární.
Na konci 50. let přišel s pojmem sociální imaginace. Ve stejnojmenné knize rozebírá nejen svůj pohled na společnost, která představuje konflikt velkých strukturálních otázek (problémy třídy, moci nebo ideologie) a každodenních problémů jednotlivců. Zároveň kritizuje sociologii, která by dle jeho slov měla začít učit chápat jedince a posunout se tak z obecné roviny zkoumání – to samé platí pro jedince samotného.

### Shmuel Eisenstadt (1923–2010)
Jedním z teoretiků konfliktu, kteří vystoupili ve víru 60. let byl také izraelský historický sociolog Shmuel Eisenstadt. Eisenstadt tvrdí, že nové politické systémy vznikaly, když vládci začali sledovat své subjektivní zájmy, místo aby přijímali tradiční hodnoty a cíle. Svou myšlenku rozpracoval v díle The Political Systems of Empires, která vyšla v r. 1963. Zde se zabýval výzkumem preindustriálních společenství a byrokratických říší v historii, jako byl např. Egypt, Čína nebo Řím. Podle Eisenstadta konflikt spočívá v trojstrannosti struktury společnosti: o moc bojuje centrální vláda, tradiční skupiny (majitelé půdy) a nové skupiny (zemědělské či náboženské). Prakticky potom může nastat konflikt mezi novými skupinami a panovníkem, neboť nová uskupení mají často tendenci vzdorovat síle panovníka a centrální byrokracii. Další konflikt poté Eisenstadt vidí v korupčním jednání samotného panovníka, který často slepě sleduje vlastní zájmy. Tyto konflikty a jejich povaha potom stimuluje společnost k posunu a vytváří tlak na změnu uspořádání. Právě onen tlak je podle Eisenstadta příčinou vzniku moderních států, které lze popsat jako takové, kde společnost má blízko k politice. Sám Eisenstadt potom rozlišil dva typy moderního státu - 1) totalitární a despotický a 2) demokratický, kde se skupiny podílejí na fungování státu. Eisenstadtovo pojetí konfliktu tedy není pouze otázkou subsystémů (např.: rodina), ale celé společnosti.
Občanská práva byla a jsou jednou ze strategických změn moderního světa. Autor se však domnívá, že práva žen a menšin zůstávají stále neuznaná. Také chudoba a dlouhodobá nezaměstnanost jsou současnými problémy občanské společnosti a zdá se, že staré prostředky sociálního státu se s nimi nedokáží vypořádat. Jako nový jev po 11. září 2011 uvádí strach ze svobody, kterou lidé postupně nabývali. Jakési antiosvícenství, které člověka zbaví utrpení volby.

### John Rex (1925–2011)
Britský sociolog John Rex ve své knize Key Problems of Sociological Theory (1961) píše, že předmětem sociologie má být celý rozsah sociálních vztahů, trojice nepřetržitých událostí od ideální kooperace, přes naprostý konflikt až k totální anomii.Hlavní odchylkou mezi jeho perspektivou a Marxistickou analýzou společnosti je přípustnost vyřešení třídního konfliktu. Zatímco Marx popírá takovou eventualitu, Rex anticipuje funkci sociálního státu jako možnost nastolení příměří.
Rex se odlišuje od ostatních teoretiků konfliktu primárně signifikantní kritikou integracionismu a funkcionalismu. Hlavním terčem jeho kritiky v případě Cosera je idea potenciálně pozitivního účinku konfliktu, kterou Rex zpochybňuje. V analýze Coserovy teze, že rozvratnost konfliktu ve skupinách se zvýšenou frekvencí interakcí a angažovaností členů roste Rex souhlasí, avšak nepočítá s faktem, že by konflikt musel jednoznačně rozrušit celý systém, obzvláště pokud probíhá v osamostatněných segmentech společnosti. Rex však přiznává, že tyto segmenty mohou mít vztah prostředek/cíl. Díky této korelaci může existence konfliktu v nadřazeném segmentu ovlivnit i vedlejší segmenty společnosti.
Rex vnímá konflikt jako proces pozůstávající ze čtyř fází:
1. Formování konfliktní skupiny – Dvě skupiny aktérů s konfliktními cíli se těchto cílů usilují dosáhnout a vyhledávají spojence s podobným sociálním zázemím. Expanze skupiny je prvořadá pro zesílení vlivu skupiny ve společnosti.
2. Situace vládnoucí třídy – Na rozdíl od funkcionalistů, Rex identifikuje dva typy institucí: instituce dominantní a instituce podrobené skupiny. Dominantní skupina legitimizuje moc institucí, které reprezentují její zájmy a cíle. Podrobená skupina neakceptuje legitimitu těchto institucí a rebeluje buď pasivně, což vynucuje ideologický boj mezi skupinami nebo alternativně se usiluje systém vládnoucí třídy svrhnout. [25]
3. Revoluční situace – Mocenská struktura se postupem času mění a ztrácí stabilitu. Tahle změna může vyústit v revoluci nebo třídní kompromis.
4. Situace příměří – Situace, kdy vládnoucí třída uzavře kompromis a nastolí se rovnováha. Podle Rexe plyne z racionality vládnoucí skupiny, která si uvědomuje nevýhodnost násilného konfliktu. Navzdory rovnováze ideologický boj nadále panuje. Obě skupiny se odvolávají na společné tradice, vznikají však instituce patřící samotné situaci. Akceptovány oběma stranami, tyto instituce získávají legitimitu a jsou internalizovány následující generací.[26]

### Ralf Dahrendorf (1929–2009)
Ralf Dahrendorf zastával názor, že třída jako aktér otevřených politických konfliktů založených na sociálním postavení a zahrnující velké množství lidí je moderním jevem. Domníval se, že není žádná kapitalistická ani demokratická společnost. Samotná moderní společnost je pojem, který se těžko přesně chápe. Moderní sociální konflikt ztratil některé z absolutních kvalit historického dělení. (Absolutní se ještě stále zdá být typický pohyb od statusu ke smlouvě. To si myslel již Henry Maine, když napsal roku 1861 Ancient Law.) Konflikt se též změnil na proměnlivější. Cesta od statusu ke smlouvě byla i cestou od statusu ke třídě. Revoluce, ať už politicko-sociální (jakou byl například pád Bastily v roce 1789) či politicko-ekonomická (bolševici v roce 1917), není primárně způsobena tlakem nejchudších tříd (jak předpokládal Marx), ale oslabením těch, kdo jsou u moci. Podstatný hybný moment změny posledních dvou století je rozšíření občanských práv na nové rozměry společenského postavení. Prohlubováním demokracie vzniká možnost volit politické strany. S nimi spojený boj o moc/autoritu nevytváří pouze nerovnost ve společnosti, ale je rovněž zárodkem pro spory či konflikt.
Rozdílné rozložení moci a autority je podle něj určujícím faktorem pro kontinuální sociální konflikty, jejichž zájmy mohou být jak nevědomé, tak účelné. Na základě této teze vytvořil tři nové typy skupin: kvaziskupinu (agregát sociálních pozic s identickými zájmy), zájmovou skupinu, která je podmnožinou kvaziskupiny a konfliktní skupiny, které vznikají ze zájmových skupin a přímo se účastní konfliktu. 
S moderními revolucemi se kvalita konfliktu změnila. V důsledku toho se do nich zapojilo velké množství lidí a viditelné konflikty se staly motivační silou změny. Třídní konflikt tak vstoupil na scénu. Předmětem těchto sporů jsou tzv. životní šance, zejména jejich nerovné rozdělení. Moderní sociální konflikt se už netýká odstraňování rozdílů, týká se útočení na nerovnosti, které omezují občanskou účast pomocí společenských, ekonomických či politických nástrojů. Tyto nerovnosti mohou tedy být dány nedostatečným vzděláním, horším sociálním postavením apod.
Podle Ralfa Dahrendorfa ovšem nelze považovat konflikt za negativní, destruktivní prvek. Konflikt napomáhá udržet status quo a je významným faktorem ovlivňujícím změny, kdy především jeho forma může výrazně ovlivnit rychlost změny. 
Dělení konfliktů dle Ralfa Dahrendorfa:
1. podle charakteristik souvislostí
  - konflikt rolí
  - konflikt proporcí
  - konflikt průmyslový
  - konflikt třídní
  - konflikt mezinárodní
2. podle forem projevů
  - manifestovaný (chtěný)
  - latentní (podprahový)
  - oklikou (přímo nepozorovatelný)
  - do jiných způsobů chování převedený
3. podle intenzity
4. podle násilí (volby prostředků)

### David Lockwood (1929–2014)
David Lockwood se zabýval argumentací teoretiků konfliktu z odlišného pohledu. Postihl myšlenku, ve které Parsons ve své teorii vynechal nefunkční integraci, tedy prostor, kde může dojít ke konfliktu. Právě prostor nefunkční integrace může poskytnout možnosti projevit zájmy, které ale mohou být protichůdné. Protichůdné zájmy vedou k rozporům, které mohou, ale nemusí být vyřešeny normativním řádem. Podle Lockwooda by sociologie měla zkoumat povahu konfliktu ve dvou odlišných, ale úzce spolupracujících rovinách: 1)sociální integrace (normativní procesy) 2) systémová integrace  (materiální procesy). 

### Immanuel Wallerstein (* 1930)
Immanuel Wallerstein nahlíží na světovou ekonomiku jako na celistvý systém, v němž stojí a získávají silnější postavení základní ekonomické faktory a nad ideologií v globální politice. V jeho teoriích lze najít inspiraci od K. Marxe – kontrast mezi kapitálem a pracovní silou, pohled na vývoj světové ekonomiky – od fází feudalismu a kapitalismu a například hromadění kapitálu.

## Kritika
Teorie konfliktu byla kritizována za to, že je příliš zpolitizovaná, protože je spojována s Marxem a je široce využívána zastánci v mnoha kauzách a hnutích. Kritici také tvrdí, že zlehčuje jednotu ve společnosti a zároveň na ni nahlíží negativně.